# Bulawayo
Bulawayo ist eine Stadt im Südwesten des Landes Simbabwe und Hauptstadt der gleichnamigen Provinz Bulawayo. Mit offiziell rund 666.000 Einwohnern (Stand: 2022) ist sie nach Harare die zweitgrößte Stadt des Landes.
Zusammen mit der Landeshauptstadt Harare ist Bulawayo eine von zwei Städten in Simbabwe, die zugleich eine Provinz ist. Im Gegensatz zu Harare, das in vier Distrikte aufgeteilt ist, bildet die Stadt und die Provinz nur den Distrikt Bulawayo Urban.

## Geografie
Bulawayo erstreckt sich über eine Fläche von etwa 546 Quadratkilometern im südwestlichen Teil des Landes. Es liegt auf der Ovambo-Kalahari-Simbabwe-Verwerfung (OKZ), etwas nördlich der Wasserscheide zwischen Sambesi und Limpopo auf einer Höhe von etwa 1350 m über dem Meeresspiegel.
In Norden grenzt sie an den Distrikt Umguza in der Provinz Matabeleland North und im Süden an Matobo in der Provinz Matabeleland South.
Die Stadt liegt am Fluss Matsheumhlope, der südlich der Stadt seine Quellen hat.
Der Urbane Distrikt ist in 29 Wards aufgeteilt.

## Geschichte
Bulawayo wurde 1893 von Cecil John Rhodes nach dem britischen Sieg über den König der Ndebele Lobengula an der Stelle des in der Mitte des 18. Jahrhunderts entstandenen Kraals Gubulawayo neu gegründet und 1894 an ihren heutigen, etwas südlich gelegenen, Platz verlegt. Bereits drei Jahre später wurde sie an das Eisenbahnnetz angeschlossen. Seit 1943 ist der Ort eine Stadt. Der Name Bulawayo stammt aus der Ndebele-Sprache und heißt Ort des Schlachtens.
1932 wurde die Apostolische Präfektur Bulawayo der katholischen Kirche errichtet. Sie wurde 1937 zum Apostolischen Vikariat erhoben, 1955 zum Bistum und 1994 zum Erzbistum.

## Einwohnerentwicklung
Die aktuelle Einwohnerzahl der Stadt ist umstritten; bei der Volkszählung von 2022 wurde sie mit 665.940 angegeben, während der Stadtrat von Bulawayo die Zahl auf etwa 1,2 Millionen schätzt.
Die folgende Übersicht zeigt die Einwohnerzahlen nach dem jeweiligen Gebietsstand seit der Volkszählung 1982.
| Jahr | Einwohner |
| ---- | --------- |
| 1982 | 413.814   |
| 1992 | 621.742   |
| 2002 | 676.650   |
| 2012 | 653.337   |
| 2022 | 665.952   |

## Wirtschaft
An Betrieben gibt es Textil-, Metallwaren- und Reifenindustrie sowie Brauereien, Druckereien und Verlage. Die Stadt ist ein Handelszentrum für die landwirtschaftlichen Produkte des Umlands. Sie ist Bahnknotenpunkt mit Strecken nach Victoria Falls / Livingstone, Plumtree / Gaborone, Harare sowie Beitbridge an der Grenze zu Südafrika.
Seit 1927 besteht die heutige Technische Universität (National University of Science and Technology).
Die erste Gewerbe- und Industriemesse des Landes, die Central African Trade Fair, wurde zusammen mit der Royal Agricultural Show am 11. Mai 1960 in Anwesenheit von Königin Elisabeth auf dem Gelände ehemaliger Landwirtschaftsschauen eröffnet. Aus diesem Anlass wurden mehrere Großbauten auf dem Ausstellungsgelände errichtet. Im Jahr 1969 wurde sie in Trade Fair Rhodesia umbenannt. Seit 1986 wird das Areal als Zimbabwe International Trade Fair (ZITF) im Zimbabwe International Exhibition Centre als Non-Profit-Unternehmen betrieben. Das Betreiberunternehmen ist seit 1982 Mitglied der UFI. Zudem bestehen Mitgliedschaften bei der EXSA (Exhibition Association of Southern Africa) und der AAXO (Association of African Exhibition Organisers), beides Vereinigungen von Messeveranstalter im Südlichen Afrika.

## Sehenswürdigkeiten
Für das Stadtbild charakteristisch sind die breiten, von Bäumen flankierten Straßen mit ihren vielen noch erhaltenen viktorianisch geprägten Häuserfronten.
Bulawayo ist Sitz des 1901 begründeten Nationalmuseums. Im Douslin House aus dem Jahre 1900 ist heute die National Art Gallery untergebracht. Das Naturhistorische Museum wurde 1964 der Öffentlichkeit zugänglich gemacht. Es besitzt mit über 75.000 Exponaten die größte Säugetier-Sammlung auf dem afrikanischen Kontinent, Schaukästen zur Geschichte und Geologie und Exponate von Vögeln und Insekten.
Das nationale Eisenbahnmuseum wurde 1972 eröffnet. Es zeigt eine umfangreiche Fahrzeugsammlung. Neben Lokomotiven und Wagen ist besonders der Salonwagen von Cecil John Rhodes sehenswert, in dem ein stilvoll gedeckter Abendtisch die historische Atmosphäre vermittelt. Das Museum bietet darüber hinaus Informationen zur Geschichte der Eisenbahn Rhodesiens und Simbabwes. Nördlich des Bahnhofs liegt die Kathedralbasilika Maria Immaculata.
In der Nähe von Bulawayo liegen die Ruinen von Khami, ein UNESCO-Weltkulturerbe.
35 km südlich von Bulawayo, im Matobo-Nationalpark, befindet sich das Grab von Cecil John Rhodes, am sogenannten World’s View. Die Matobo Hills gehören ebenfalls zum UNESCO-Weltkulturerbe.
In der Nähe der Stadt liegt die permanente Rennstrecke Breedon Everard Raceway.

## Flagge
Die Flagge der Stadt beinhaltet einen Elefanten und drei Klippschliefer als Wappentiere. Weiterhin zeigt sie ein rotes Kreuz auf weißem Grund und den Wahlspruch „Si Ye Pambili“ (Sindebele für „Lasst uns nach vorne schreiten“). Klippschliefer standen für die königliche Familie des Matabelestammes. Das Kreuz steht für den Einfluss der Missionare und der Elefant für Lobengula, den letzten Chef der Matabele.

## Verkehr

### Straßenverkehr
Bulawayo ist ein großer Transitknotenpunkt mit sternförmig angelegten Straßen. So treffen sich die Fernstraßen A5, A6, A7 und A8 in Bulawayo. Die Hauptstraßen sind meist asphaltiert und in verhältnismäßig gutem Zustand.

### Schienenverkehr
Bulawayo besitzt als Hauptbahnhof einen Kopfbahnhof, der regelmäßig bedient wird. Hier treffen sich die Strecke nach Harare (Beira-Bulawayo-Eisenbahn), ins Nachbarland Botswana und die Strecke Richtung Victoria Falls, an der Grenze zu Sambia. Allerdings ist zur Zeit (2024) der gesamte Personenzugverkehr in Simbabwe eingestellt.
Direkt neben dem Hauptbahnhof befindet sich das Nationale Eisenbahn Museum.

### Flugverkehr
Der internationale Flughafen Bulawayo liegt 20 km nordöstlich der Stadt. Er hat den IATA-Flughafencode BUQ und wird national und international angeflogen.

## Sport
Der Queens Sports Club ist eines von drei Test-Cricket-Stadien Simbabwes und eines der Heimstadien der simbabwischen Cricket-Nationalmannschaft. Das Stadion war auch einer der Austragungsorte des Cricket World Cup 2003. Mit dem Bulawayo Athletic Club befindet sich ein zweites Cricket-Stadion in Bulawayo, das jedoch nicht mehr für Test Cricket benutzt wird.

## Persönlichkeiten

### Söhne und Töchter der Stadt
- Hilda Beemer Kuper (1911–1992), Anthropologin
- John Love (1924–2005), Formel-1-Rennfahrer
- Joe Partridge (1932–1988), Cricketspieler
- Roy Barbour (* 1935), Hockeyspieler
- Dorothy Masuka (1935–2019), Sängerin
- Colin Bland (1938–2018), Cricketspieler
- Moira Forjaz (* 1942), Fotografin und Filmemacherin
- Susan Huggett (* 1954), Hockeyspielerin
- Maureen George (* 1955), Hockeyspielerin
- Berry Bickle (* 1959), simbabwisch-mosambikanische Künstlerin
- David Lowe (* 1960), britischer Schwimmer
- Gary N. Bronner (* 1961), Mammaloge, Biologe und Hochschullehrer
- Neil R. Crouch (* 1967), südafrikanischer Botaniker
- Dumisani Ngulube (1969–2010), Jazzmusiker
- Paul Le Roux (* 1972), Informatiker und Krimineller
- Peter Ndlovu (* 1973), Fußballspieler und -trainer
- Heath Streak (1974–2023), Cricketspieler und -trainer
- Charlène von Monaco (* 1978), südafrikanische Schwimmerin und Fürstin von Monaco
- Benjamin Mwaruwari (* 1978), Fußballspieler
- Terence Parkin (* 1980), südafrikanischer Schwimmer
- Chelsy Davy (* 1985), Unternehmerin
- Sean Williams (* 1986), Cricketspieler
- Daniel Lasker (* 1999), Schauspieler und Filmschaffender

### Weitere Persönlichkeiten
Zwischen 1886 und 1904 untersuchte Robert Koch im Matabeleland die Rinderpest. Im Dezember 1903 beantragte er von Bulawayo aus, wo er seinen 60. Geburtstag feierte, seine Emeritierung.
In den 1940er Jahren bis 1963 arbeitete hier die deutsche jüdische Abgeordnete des preußischen Landtags Berta Jourdan als Lehrerin für Jugendliche mit Erziehungsschwierigkeiten.
Die Band Liyana um Sängerin Prudence Mabhena, von der der Oscar-prämierte Film Music by Prudence aus dem Jahr 2010 handelt, wurde im Rahmen eines Schulprojektes der King George VI School & Centre for Children with Physical Disabilities in Bulawayo gegründet.

## Städtepartnerschaften
- , Aberdeen, Vereinigtes Königreich
- , Durban, Südafrika
- , Pretoria[12], Südafrika